# 基洛沃-切佩茨克
58°33′N 50°00′E / 58.550°N 50.000°E
基洛沃-切佩茨克 （俄语：Ки́рово-Чепе́цк）是俄羅斯基洛夫州中部的一個城市，位於首府基洛夫以東、維亞特卡河與切普察河匯合之處。2002年人口90,303人。
1955年建市。